# Наконечний Олексій Іванович
Наконечний Олексій Іванович 11 листопада 1912, c. Клембівка (тепер Ямпільський район Вінницької області) — білоруський архітектор. Заслужений будівельник БРСР (1970).

## Біографія
Наконечний Олексій Іванович народився 11 листопада 1912 року. Він закінчив Одеський будівельний інститут у 1939 році. Працював у Донецьку. Олексій Іванович брав участь в оформленні готелів «Донбас», «Жовтень», драматичного театру в Донецьку. Брав участь у Другій світовій війні.
З 1946 року працював у Білоруському державному проєкті. З956 по 1967 — заступник головного архітектора, головний архітектор Мінська, з 1967 — доцент архітектури, з 1977 — кафедра архітектури промислових будівель Білоруського політехнічного інституту. Наконечний Олексій — член Спілки архітекторів СРСР з 1948 року. З 1955 по 1959 рр. — заступник голови правління БССР . Член КПРС з 1951 року. Він жив у Мінську.

## Творчість
Основні роботи (в авторському колективі): серія типових проєктів житлових будинків № 1-414, 1-433 (1953), головний корпус санаторію «Білорусь» у Сочі (1956), будівля Міністерства будівництва БССР на вулиці К. Маркса (1955), генеральний план розвиток Мінська (1965).
Автор кількох публікацій у журналах, у тому числі монографія: «Мінськ, досвід післявоєнної реконструкції та розвитку міста» (Мінськ, 1966, в авторському колективі).

## Нагороди
Нагороджений орденом Вітчизняної війни II ступеня, медалями, двома грамотами Президії Верховної Ради БРСР . Заслужений будівельник БССР (1970).